# Région des cuvettes des prairies

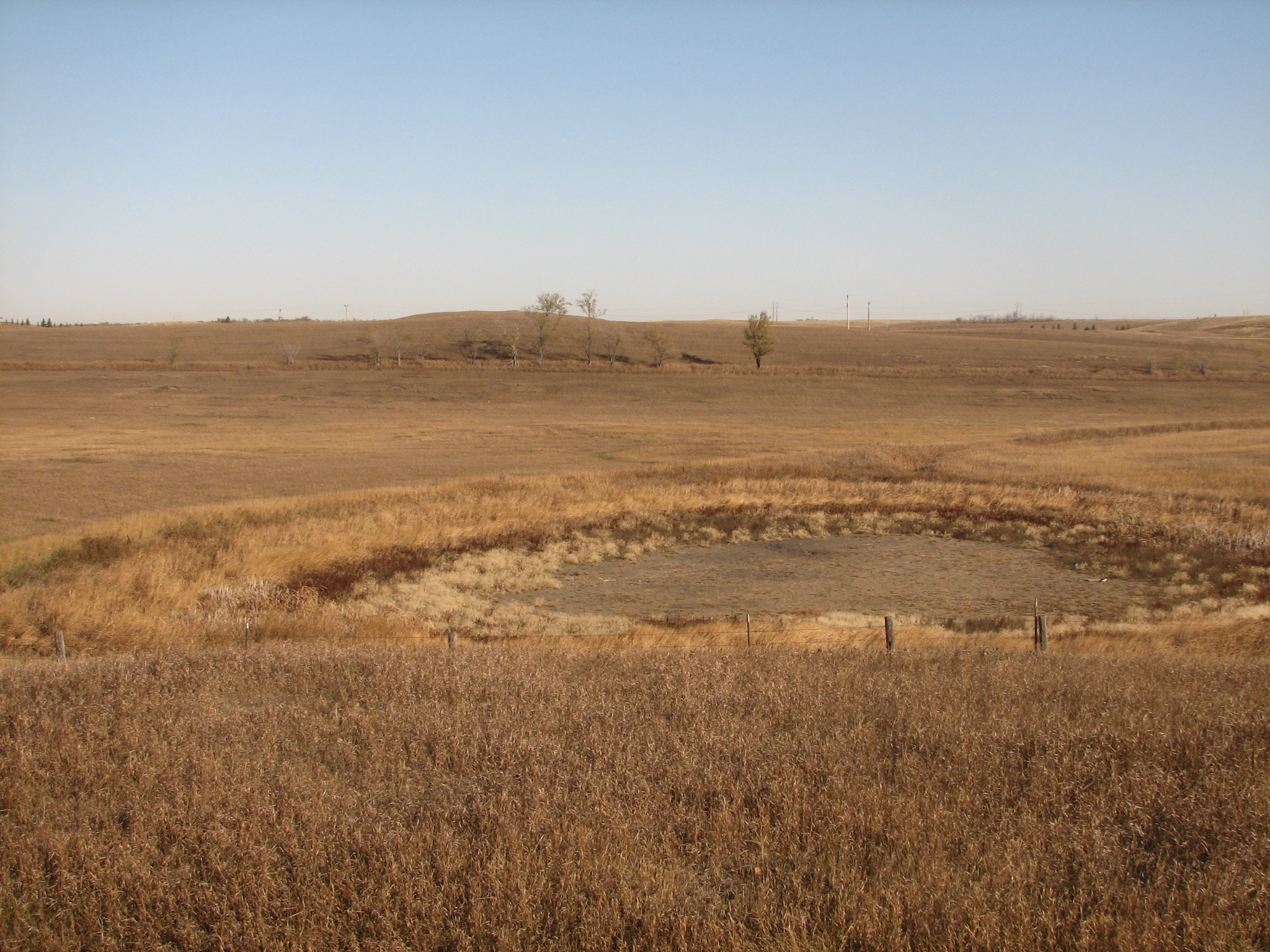
Une mare des prairies asséchée dans le Dakota du Nord

La Région des cuvettes des prairies, aussi appelée Région des fondrières des prairies, est une vaste zone du nord des prairies de l'Amérique du Nord parsemée de milliers de mares peu profondes. Celles-ci sont un habitat très important pour la nidification et la migration de nombreuses espèces de sauvagines. 

## Géographie
La Région des cuvettes des prairies représente une superficie d'environ 715 000 km2 couvrant le centre-nord des États-Unis et les prairies canadiennes. Plus précisément, la région s'étend à partir du centre-nord de l'Iowa, le sud et l'ouest du Minnesota, l'est du Dakota du Sud, l'est et le nord du Dakota du Nord, l'extrême nord du Montana, le sud-ouest du Manitoba, la moitié sud de la Saskatchewan et le sud-ouest de l'Alberta.

## Géomorphologie
La Région des cuvettes des prairies est en bonne partie le résultat de l'action des glaciers de la dernière période glaciaire.  La formation de tillites et de kettles, le raclage du sol par les glaciers et la fonte de blocs de glace importants, tous engendrés lors du retrait des glaciers, laissèrent de nombreuses dépressions à l'origine des cuvettes.  En outre, le relief très plat de la région favorise la préservation de ces petits plans d'eau de faible profondeur.  

Carte de la région des cuvettes des prairies

## Climat
La Région des cuvettes des prairies est située au centre du contient et pour cette raison est soumise à un climat rigoureux.  La température peut atteindre 40 °C l'été et −40 °C l'hiver. Les orages localisés peuvent apporter plusieurs centimètres de pluies à certains endroits tout en laissant à sec les régions voisines. Des vents secs soufflant à 50 ou 60 km/h peuvent rapidement assécher les plans d'eau plus petits.

## Hydrologie
Dans la Région des cuvettes des prairies, les cours d'eau sont peu nombreux ‒ dû aux précipitations modérées ‒ ce qui fait que les cuvettes sont généralement éloignées et isolées des réseaux de drainage de surface.  L'approvisionnement en eau se fait généralement au printemps par la fonte des neiges et plus rarement lors des précipitations estivales. Dans d'autres cas, l'approvisionnement en eau se fait en partie ou en totalité par un apport de la nappe phréatique, ce qui confère à leur eau une composition chimique beaucoup plus riche en minéraux, au point que celles qui sont soumises à un haut degré d'évapotranspiration peuvent avoir un taux de salinité supérieur à l'eau de mer. 
Selon leur situation, les cuvettes peuvent être permanentes, semi-permanentes, saisonnières, temporaires ou éphémères.  

## Sauvagine
Dans la Région des cuvettes des prairies, on retrouve des espèces des cinq classes de vertébrés. Cependant, c'est surtout par l'abondance de la sauvagine que cette région se distingue. On estime que la région contribue à la reproduction de la population nord-américaine de canards dans une proportion de 50 % à 80 %. Des 34 espèces de canards qui nichent en Amérique du Nord, douze se retrouvent communément dans la Région des cuvettes : le Canard colvert, le Canard pilet, le Canard chipeau, la Sarcelle à ailes bleues, le Canard souchet, La Sarcelle à ailes vertes, le Canard d'Amérique, le Fuligule à dos blanc, le Fuligule à tête rouge, le Petit fuligule, le Fuligule à collier et l'Érismature rousse.